# Удет, Эрнст
Эрнст Удет (нем. Ernst Udet; 26 апреля 1896, Франкфурт-на-Майне — 17 ноября 1941, Берлин) — немецкий военный лётчик, один из руководителей люфтваффе, генерал-полковник авиации (19.7.1940), второй по результативности немецкий лётчик-ас Первой мировой войны. Был одним из самых молодых асов и лётчиком с самым большим количеством сбитых самолётов среди выживших в той войне (на тот момент ему было 22 года). Его 62 победы уступали только Манфреду фон Рихтгофену, его командиру истребительной эскадры Jagdgeschwader 1.

## Детство
Эрнст Удет родился во Франкфурте-на-Майне в семье инженера и был жизнерадостным ребёнком. С раннего детства он увлекался авиамоделированием, в чем его поддерживал отец. В июле 1909 года во Франкфурте-на-Майне проходила Международная авиавыставка, после которой мальчик буквально «заболел» авиацией. В следующем, 1910 году во Франкфурте начала работать первая в Германии фабрика по производству аэропланов, и многие мальчишки приходили наблюдать за постройкой самолётов, проводя за этим занятием всё своё время. Эрнст Удет дважды оставался в школе на второй год. Отец взял его к себе на фабрику учеником слесаря. Адольфу Удету, отцу Эрнста, принадлежала фабрика сантехнического оборудования. В честь окончания школы отец подарил сыну мотоцикл. В том же счастливом 1913 году Эрнст впервые летал на самолёте с лётчиком-испытателем самолётной фабрики.
2 августа 1914 года Удет предпринял попытку записаться добровольцем на фронт, но не прошёл из-за роста. Эрнст Удет был ростом всего 1м 60 см. Он обратился в только что сформированную мотоциклетную часть и был принят вместе со своим мотоциклом. Потом мотоциклетная часть была расформирована, и Удет вернулся домой. Он подавал заявление в лётные войска, но там конкурс составлял 1500 человек на место. Ему посоветовали получить лицензию на право управления самолётом, и тогда уже подавать заявление. Самолётные курсы обошлись его отцу в 2000 марок и новую ванную комнату для хозяина самолётной фабрики. В конце апреля 1915 года Эрнст Удет был зачислен в военно-воздушные силы Германии.

## Первая мировая война: второй ас Германии
Первоначально Удет в звании унтер-офицера попал в разведывательную лётную часть 206 (Flieger-Abteilung 206), и вскоре заслужил Железный крест 2-го класса за возвращение из-за линии фронта на повреждённом самолёте; его напарник при этом держал крыло руками.
В начале 1916 года переведён в лётчики-истребители, в Flieger-Abteilung 68, в сентябре переименованную в Jagdstaffel 15 (Jasta 15 — Истребительная эскадрилья 15), где одержал первые 6 побед. В июне 1917 года переведён в Jasta 37, где пересел на Albatros D.III. Стал командиром эскадрильи, и имея 20 побед, был переведён в «Воздушный цирк» барона фон Рихтгофена — JG-1. Там впервые встретился с Германом Герингом. После гибели фон Рихтгофена отношения между ними испортились, так как Удет поставил под сомнение достижения Геринга в войне. На счету Удета 62 сбитых самолёта противника; результат подтвержден свидетельствами . Это второе место после Манфреда фон Рихтгофена, который имел 80 побед в воздухе.

## Деятельность в кинематографе
В 1920-е годы Эрнст Удет снялся в ряде фильмов. Наиболее известный художественный фильм с его участием — «Белый ад Пиц Палю» (нем. "Die weiße Hölle vom Piz Palü"), снятый режиссёрами Арнольдом Фанком и Георг Вильгельм Пабст в 1929 году. В 1933 году вышел фильм «SOS. Айсберг!» Арнольда Фанка, в котором Эрнст Удет сыграл самого себя.

## Деятельность в нацистской Германии
В 1930-х годах проживал и выступал со своим авиашоу в США. Получил известность благодаря своему неповторимому пикированию. Геринг посещает его шоу, где ему в голову приходит возможность использования такого пикирования в военных целях. Он уговаривает Удета вернуться в Германию и работать в люфтваффе. После нескольких отказов Удет согласился и с 10 февраля 1936 года получил должность инспектора истребительной и бомбардировочной авиации, а 9 июня того же года был назначен в техническое управление Министерства авиации, возглавляемое Мильхом, где курировал люфтваффе. В 1939 году стал генерал-инспектором люфтваффе, отвечавшим за проектирование и производство всей техники люфтваффе, переняв эти функции у Мильха. Пилотировал новые самолёты, созданные на авиазаводах Германии. Поддерживал страсть Гитлера и Геринга к пикирующим бомбардировщикам.

## Смерть
После неудачи воздушного блицкрига против Великобритании руководство III Рейха поняло изъяны основной ставки на авиацию тактической поддержки сухопутных войск и применения средних бомбардировщиков для решения стратегических задач; такая стратегия развития Люфтваффе привела к отказу от проектирования дальнего четырёхмоторного стратегического бомбардировщика (см. He 177).
Геринг обвиняет во всём Удета, власть которого резко ограничивается. Вскоре после нападения Германии на СССР Удет, ощущая неспособность обеспечить ведение воздушной войны на два фронта, в ноябре 1941 года покончил с собой.
Иначе расценивал смерть Удета лично его знавший известный советский лётчик-испытатель, генерал авиации И. Ф. Петров. В своих воспоминаниях «Авиация и вся жизнь» он рассказал о своей командировке в предвоенную Германию. С задачей закупки образцов современной военной техники и доставки их в СССР в Германию была направлена комиссия специалистов под руководством Тевосяна. И. Ф. Петров был в ней назначен ответственным за авиационную технику. Он вспоминает, что в ходе командировки ему три раза довелось встречаться с Удетом, и каждый раз это приводило к успешному разрешению целого ряда сложностей в работе комиссии. В частности, поняв, что вызов советских пилотов для перегонки части уже закупленных немецких самолётов в СССР займёт много времени, а в итоге может вовсе не состояться, Петров обратился к Удету с предложением использовать для этой цели немецких пилотов, что и было сделано. Вторая часть самолётов была одновременно направлена в СССР по железной дороге. Позже Петров говорит, что фамилия Удета скоро исчезла из сообщений о руководстве немецкой авиацией, а через несколько лет Петров смотрел художественный трёхсерийный фильм производства ГДР «Без борьбы нет победы».
Во время войны при допросе пленных немецких лётчиков, по свидетельству И. Ф. Петрова, пленные сообщали, что многие из сотрудников авиазаводов, исполнявшие задания советской закупочной комиссии, были посажены в тюрьмы, и мало кто из них остался в живых.
Похороны Удета в Берлине стали причиной смерти ряда немецких лётчиков, летевших принять участие в церемонии; среди них были ас Вернер Мёльдерс, разбившийся под Бреслау, и генерал Гельмут Вильберг, погибший под Дрезденом.
Советский авиаконструктор А. С. Яковлев писал об Удете: «С первой же встречи Удет произвёл на меня хорошее впечатление — невысокий, плотный, с открытым приятным лицом, живой в обращении. Он сразу заявил, что по указанию Геринга покажет нам все самолёты, моторы и предметы оборудования, состоящие на вооружении германских ВВС. <…> Из опубликованных после войны мемуаров конструктора Хейнкеля стало известно, что против Удета интриговал другой заместитель Геринга — фельдмаршал Мильх. <…> Конфликт с каждым днём обострялся. Мильх, пользуясь расположением Гитлера, организовал настоящую травлю Удета».

## Награды
- Железный крест 2-го класса (24 сентября 1915)
- Железный крест 1-го класса (20 марта 1916)
- Знак военного летчика (Пруссия)
- Почётный кубок для победителя в воздушном бою (17 апреля 1916)
- Крест Вильгельма[нем.] с мечами (4 ноября 1916) (Королевство Вюртемберг)
- Королевский орден Дома Гогенцоллернов рыцарский крест с мечами
- Ганзейский крест Гамбурга
- Ганзейский крест Любека
- Нагрудный знак «За ранение» (1918) в серебре
- Pour le Mérite (9 апреля 1918)
- Медаль «За выслугу лет в вермахте» 4-го класса
- Пряжка к Железному кресту 2-го и 1-го класса
- Рыцарский крест Железного креста (4 июля 1940)
- Знак «Лётчик-наблюдатель» в золоте с бриллиантами
- Орден «За военные заслуги» большой офицерский крест с мечами (Болгария)
- Орден «Доблестный авиатор» командорский крест с мечами (Румыния, 6 ноября 1941)[5]

### Мемуары
- Удет Эрнст. Жизнь лётчика

## Образы в кинематографе
- В художественном фильме 1955 года «Генерал дьявола» (нем. "Des Teufels General") режиссёра Хельмута Койтнера (ФРГ) стал прототипом главного героя — генерала Харраса.
- В советском художественном фильме «Последний рейс «Альбатроса»» (1971 год) роль Удета исполнил актёр Бронюс Бабкаускас.
- В сериале  "Без борьбы нет победы" (нем. "Ohne Kampf kein Sieg") режиссёра Руди Курца[нем.] (ГДР, 1966 год) роль Удета исполнил Альфред Мюллер[англ.].